# 弧光燈
弧光燈（英語：Arc lamp），又稱為電弧燈，是一種人造燈具，它以電弧來產生光源，屬於氣體放電燈的一種。這種燈有兩個電極，通常是以鎢製成，在電極之間，以氣體隔開。在燈泡中充填的氣體，通常分成氖、氬、氪、氙、鈉、鹵化物及水銀等。

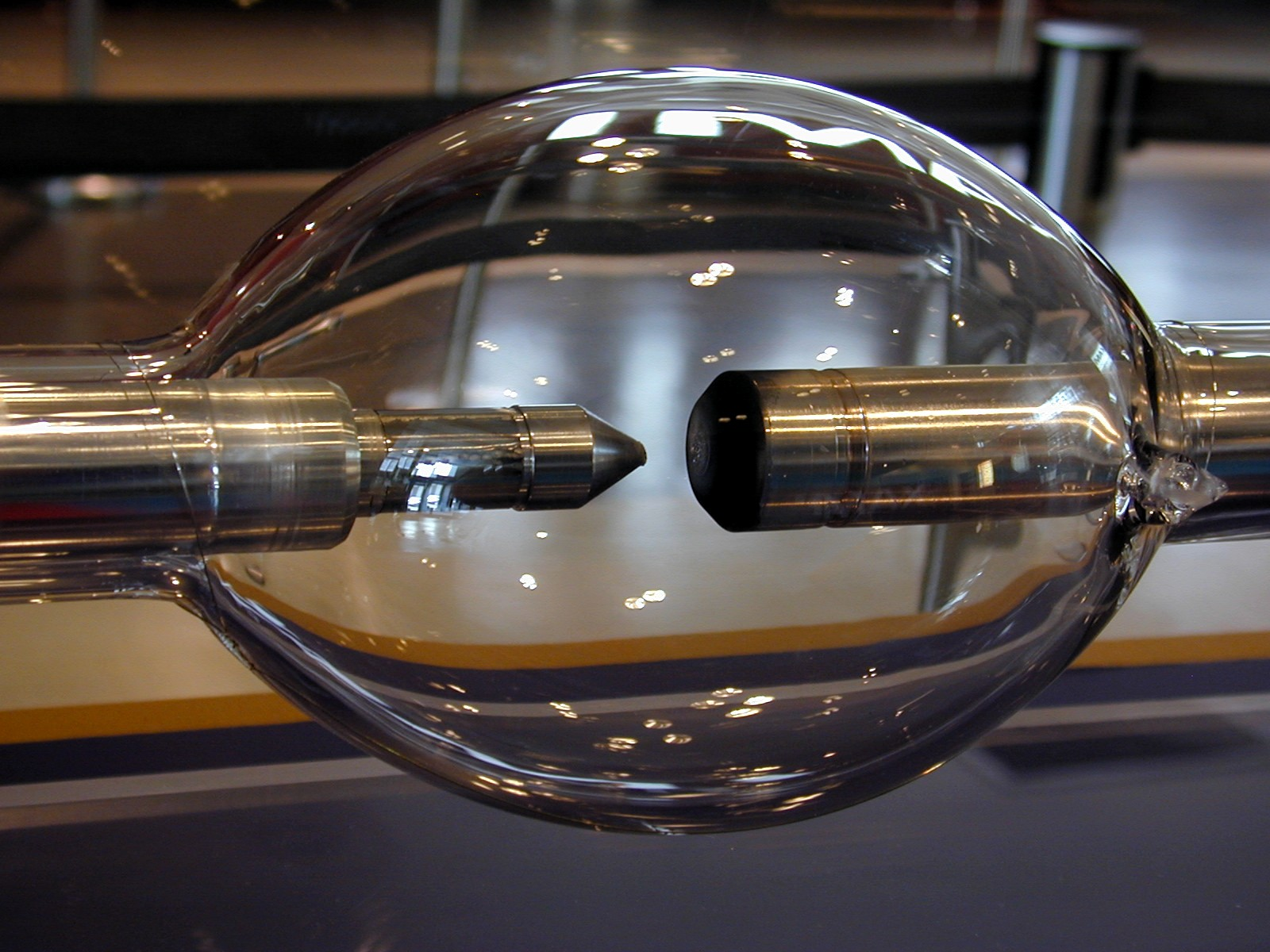
利用電弧原理的電弧燈（voltaic arc lamp）

一般的日光燈就是一種填充了低壓水銀氣體的弧光燈。